# Кроватка
Кро́ватка — село в Україні, у Луцькому районі Волинської області. Входить до складу Копачівської сільської громади. Населення становить 267 осіб.
Село Кроватка отримало свою назву від слів кров і ватка. На цьому місці, де були невеличкі хутірці, зав'язався запеклий бій між турками і козаками. Після битви прийшли сюди люди та побачили багато вбитих і поранених бійців. А вітер розносив полем кусочки вати зі «стьоганих» турецьких халатів.
Станом на серпнь 2016 року у селі на 70 дворів пустує 20 хат. За останні 25 років померло 28 чоловік віком від 35 до 55 років (крім старших).
Грудень 2009 — було газифіковано даний населений пункт.
Початкова школа, що побудована ще у 1939 році знаходиться у селі.

## Населення
Згідно з переписом УРСР 1989 року чисельність наявного населення села становила 263 особи, з яких 113 чоловіків та 150 жінок.
За переписом населення України 2001 року в селі мешкало 267 осіб.

### Мова
Розподіл населення за рідною мовою за даними перепису 2001 року:
| Мова       | Відсоток |
| ---------- | -------- |
| українська | 99,25 %  |
| білоруська | 0,37 %   |
| російська  | 0,37 %   |